# Agabus aequabilis
Agabus aequabilis är en skalbaggsart som först beskrevs av Gschwendtner 1923.  Agabus aequabilis ingår i släktet Agabus och familjen dykare. Inga underarter finns listade i Catalogue of Life.